# Фамир
«Фамир» (др.-греч. Θαμύρας) — трагедия древнегреческого драматурга V века до н. э. Софокла, текст которой практически полностью утрачен.
Главный герой пьесы — мифический поэт Фамирид, которого греки считали одним из основателей поэзии и музыки. Он вызвал на состязание муз, и те в наказание за такую самонадеянность ослепили его.
Античный биограф Софокла сообщает, что драматург лично участвовал в первой постановке «Фамира», играя на кифаре.